# جیسن گتسن
جیسن گتسن (به انگلیسی: Jason Gatson) ژیمناست زادهٔ ۲۵ ژوئن ۱۹۸۰ میلادی اهل کشور ایالات متحده آمریکا است.